# Comuna Budkî, Manevîci
Budkî (în ucraineană Будки) este o comună în raionul Manevîci, regiunea Volînia, Ucraina, formată din satele Budkî (reședința), Kameanuha și Rudka.

## Demografie
Componența lingvistică a satului Budkî
     Ucraineană (99,52%)
     Alte limbi (0,38%)
Conform recensământului din 2001, majoritatea populației satului Budkî era vorbitoare de ucraineană (99,52%), existând în minoritate și vorbitori de alte limbi.